# 이미르 (위성)
이미르(영어: Ymir, /ˈɪmɪər/)는 토성의 역행 불규칙 위성으로, 2000년 브레트 글래드맨이 발견하여 임시 명칭 S/2000 S 1이 붙었다. 2003년 8월 이미르라는 이름이 붙었으며, 어원은 노르드 신화의 위미르(고대 노르드어: Ymir)이다.
토성을 도는 데 3년 이상 걸리는 위성 중 이미르는 지름 18 km로, 가장 크다. 이미르의 공전 주기는 약 3.6년이다.